# U-Bahnhof Alsterdorf
Der U-Bahnhof Alsterdorf ist eine Haltestelle der Hamburger U-Bahn-Linie U1. Das Kürzel der Station bei der Betreiber-Gesellschaft Hamburger Hochbahn lautet „AL“. Täglich steigen hier 14.254 Personen ein und aus (Mo–Fr, 2019).

## Lage
Die Station befindet sich am Südrand des namensgebenden Stadtteils Alsterdorf, direkt an der Grenze zu Winterhude. In unmittelbarer Nachbarschaft liegt seit einigen Jahren unter anderem das Hamburger Polizeipräsidium. Auf demselben Bahndamm liegt südlich der U-Bahn-Gleise das Gleis der Güterumgehungsbahn Hamburg.

## Aufbau und Geschichte
Alsterdorf verfügt über einen für 120 Meter lange Züge geeigneten Mittelbahnsteig in Dammlage. Der einzige Zugang befindet sich am Nordostende und verfügt über eine feste und eine Rolltreppe. Seit Juni 2023 ist der Bahnhof durch den Einbau eines Fahrstuhls barrierefrei.
Eröffnet wurde die Haltestelle bereits 1914 im Rahmen der damaligen Hochbahn-Zweigstrecke Ohlsdorf – Kellinghusenstraße, die später Teil der heutigen U1 wurde. Bis Mitte der 1970er Jahre lag der Zugang mittig zwischen den beiden Gleisbrücken und führte frontal auf die Hindenburgstraße, so wie heute zum Beispiel heute noch bei den Haltestellen Fuhlsbüttel Nord und Langenhorn Nord, bevor er im Zuge der Einstellung der Straßenbahn-Linie 9 an den heutigen seitlichen Standort verlegt wurde. Nachdem die Straßenbahn eingestellt worden war, wurde anstelle der Einmündung des Heubergredders, der nun dort zur Sackgasse wurde, eine Buskehre eingerichtet, die zunächst von den Buslinien 109 (als Ersatz für die Straßenbahn Richtung Winterhude und Eppendorf, heutige Metrobuslinie 19) und 217 (Richtung Flughafen) bedient wurde. Das Zugangsgebäude wurde zuletzt 1997 umfassend modernisiert und dabei eine Rolltreppe und ein Kiosk eingebaut. Der ursprünglich vorhandene Bau wurde im Rahmen der Modernisierungsmaßnahmen abgerissen. Mitte 2022 wurde der Eingangsbereich zum Zwecke des Einbaus eines Fahrstuhls erneut umgebaut.

## Verkehrsanbindung
| Linie | Verlauf |
| ----- | --- |
| U 1   | Norderstedt Mitte – Richtweg – Garstedt – Ochsenzoll – Kiwittsmoor – Langenhorn Nord – Langenhorn Markt – Fuhlsbüttel Nord – Fuhlsbüttel – Klein Borstel – Ohlsdorf – Sengelmannstraße (City Nord) – Alsterdorf – Lattenkamp (Sporthalle) – Hudtwalckerstraße – Kellinghusenstraße – Klosterstern – Hallerstraße – Stephansplatz (Oper/CCH) – Jungfernstieg – Meßberg – Steinstraße – Hauptbahnhof Süd – Lohmühlenstraße – Lübecker Straße – Wartenau – Ritterstraße – Wandsbeker Chaussee – Wandsbek Markt – Straßburger Straße – Alter Teichweg – Wandsbek-Gartenstadt – Trabrennbahn – Farmsen – Oldenfelde – Berne – Meiendorfer Weg – Volksdorf / Streckenast Ohlstedt – Buckhorn – Hoisbüttel – Ohlstedt \ Streckenast Großhansdorf – Buchenkamp – Ahrensburg West – Ahrensburg Ost – Schmalenbeck – Kiekut – Großhansdorf |

Am U-Bahnhof Alsterdorf besteht Übergang zu den MetroBus-Linien 19, 23, 26 und 28, zu den StadtBus-Linien 118 und 179 sowie zur NachtBus-Linie 606.
| Linie | Verlauf |
| ----- | --- |
| 19    | U Alsterdorf – Winterhuder Marktplatz – U Sierichstraße – Streekbrücke – Alsterchaussee – Bahnhof Dammtor – U Stephansplatz – U Gänsemarkt – U/S Jungfernstieg – Rathausmarkt – Hauptbahnhof/Mönckebergstraße – Hauptbahnhof/ZOB                   |
| 23    | U Niendorf Markt – Warnckesweg – Lufthansa-Basis – Moltrechtweg – U Alsterdorf – Kapstadtring – S Alte Wöhr – U/S Barmbek – U Alter Teichweg – U Straßburger Straße – U Wandsbek Markt – U Horner Rennbahn – Kattensteert – U Billstedt            |
| 26    | U Alsterdorf – S Rübenkamp – Steilshoop – Bramfeld – U Farmsen – Bf. Rahlstedt – Rahlstedt, Großlohe |
| 28    | Lufthansa-Basis – U Alsterdorf – S Rübenkamp – AK Barmbek – U Habichtstraße – U Alter Teichweg – U Straßburger Straße – U Wandsbek Markt |
| 118   | U Fuhlsbüttel – Suhrenkamp – U Alsterdorf – S Rübenkamp – Gründgensstraße – Borchertring – Bramfelder Dorfplatz – Barmwisch – U Wandsbek-Gartenstadt                                                                                               |
| 179   | U Borgweg – Dakarweg – U Alsterdorf – U/S Ohlsdorf – Vogtskamp – S Poppenbüttel |
| 606   | Rathausmarkt – Hauptbahnhof – U Mundsburg – Gertigstraße – U Sierichstraße – Winterhuder Marktplatz – Carl-Cohn-Straße – U Alsterdorf – Sengelmannstraße – S Hamburg Airport – U Langenhorn Markt – Immenhöven – Glashütte – U Ochsenzoll – Tarpen |